# Dominik Pech
Dominik Pech (* 4. září 2006 Praha) je český profesionální fotbalista, který hraje na pozici ofensivního či středního záložníka za český klub SK Slavia Praha a za český národní tým do 19 let.

## Klubová kariéra
Pech začínal s fotbalem v klubu FK Admira Praha, odkud ve věku sedmi let přestoupil do mládežnické akademie Slavie Praha. V mládežnických kategoriích se rychle vypracoval mezi klíčové hráče svého ročníku.
Pech debutoval v nejvyšší soutěži 27. května 2023 při výhře 4:0 nad Slováckem. V sezóně 2023/24 se prosadil do B-týmu Slavie, který hrál ve třetí nejvyšší soutěži. Díky svým výkonům v rezervním týmu zaujal trenéra Jindřicha Trpišovského, který mu dal příležitost v prvním týmu.
Dne 24. října 2024 si Pech odbyl debut v pohárové Evropě, když nastoupil v závěru utkání ligové fáze Evropské ligy proti Athleticu Bilbao. Svůj první gól v české nejvyšší soutěži vstřelil 24. listopadu 2024 v utkání proti Dynamu České Budějovice, čímž přispěl k vysoké výhře 4:0. Za své výkony v podzimní části sezóny byl odměněn novou smlouvu platnou do roku 2028. V lednu 2025 odehrál celé zápasy Evropské ligy proti PAOKu Soluň a Malmö.

## Reprezentační kariéra
Pech od roku 2022 nastupuje za české mládežnické reprezentace.